# Kanton Lomme
Der Kanton Lomme war bis 2015 ein französischer Kanton im Arrondissement Lille, im Département Nord und in der Region Nord-Pas-de-Calais. Sein Hauptort war Lille. Vertreter im Generalrat des Departements war zuletzt von 2008 bis 2015 Roger Vicot (PS).

## Gemeinden
Der Kanton bestand aus zehn Gemeinden. Der namensgebende Ort Lomme ist seit dem Jahr 2000 als commune associée Teil der Großstadt Lille. Der Ortsteil hatte etwa 27.500 Einwohner. Angegeben ist hier die Gesamteinwohnerzahl der Stadt Lille.
| Gemeinde                 | Einwohner Jahr | Fläche km² | Bevölkerungsdichte | Code INSEE | Postleitzahl |
| ------------------------ | -------------- | ---------- | ------------------ | ---------- | ------------ |
| Beaucamps-Ligny          | 866 (2013)     | 5,04       | 172 Einw./km²      | 59056      | 59134        |
| Englos                   | 561 (2013)     | 1,35       | 416 Einw./km²      | 59195      | 59320        |
| Ennetières-en-Weppes     | 1.275 (2013)   | 10,44      | 122 Einw./km²      | 59196      | 59320        |
| Erquinghem-le-Sec        | 553 (2013)     | 1,75       | 316 Einw./km²      | 59201      | 59320        |
| Escobecques              | 302 (2013)     | 1,85       | 163 Einw./km²      | 59208      | 59320        |
| Hallennes-lez-Haubourdin | 3.935 (2013)   | 4,35       | 905 Einw./km²      | 59278      | 59320        |
| Lille                    | 231.491 (2013) | –          | – Einw./km²        | 59350      | 59160        |
| Le Maisnil               | 637 (2013)     | 3,51       | 181 Einw./km²      | 59371      | 59134        |
| Radinghem-en-Weppes      | 1.349 (2013)   | 6,82       | 198 Einw./km²      | 59487      | 59320        |
| Sequedin                 | 4.443 (2013)   | 3,93       | 1131 Einw./km²     | 59566      | 59320        |